# Talsperre Nuestra Señora del Agavanzal
Die Talsperre Nuestra Señora del Agavanzal (spanisch Presa de Nuestra Señora del Agavanzal) ist eine Talsperre mit Wasserkraftwerk in der Provinz Zamora, Spanien. Sie staut den Tera, der hier die Grenze zwischen den Gemeinden Calzadilla de Tera und Vega de Tera bildet, zu einem Stausee auf. Die Talsperre dient der Stromerzeugung und der Bewässerung. Sie wurde 1994 fertiggestellt. Die Talsperre ist im Besitz von Iberdrola Generacion S.A. und wird auch von Iberdrola betrieben.

## Absperrbauwerk
Das Absperrbauwerk ist eine Gewichtsstaumauer aus Beton mit einer Höhe von 43 m über der Gründungssohle. Die Mauerkrone liegt auf einer Höhe von 788 m über dem Meeresspiegel. Die Länge der Mauerkrone beträgt 481 m. Das Volumen der Staumauer beträgt 147.900 m³.
Die Staumauer verfügt sowohl über einen Grundablass als auch über eine Hochwasserentlastung. Über den Grundablass können maximal 68 m³/s abgeleitet werden, über die Hochwasserentlastung maximal 1500 (bzw. 1680) m³/s. Das Bemessungshochwasser liegt bei 1807 m³/s.

## Stausee
Beim normalen Stauziel von 785 m erstreckt sich der Stausee über eine Fläche von rund 3,60 (bzw. 3,65) km² und fasst 36 Mio. m³ Wasser; davon können 27 Mio. m³ für die Stromerzeugung genutzt werden.

## Kraftwerk
Die installierte Leistung des Kraftwerks beträgt 24 (bzw. 24,46) MW. Die zwei Kaplan- und die eine Francis-Turbine gingen 1995 in Betrieb. Die Fallhöhe beträgt 35,50 m. Der maximale Durchfluss liegt bei 68 m³/s für alle drei Turbinen zusammen. Das Maschinenhaus befindet sich am Fuß der Staumauer auf der rechten Flussseite.